# Грин Грас (Јужна Дакота)
Грин Грас (енгл. Green Grass) насељено је место без административног статуса у америчкој савезној држави Јужна Дакота.

## Демографија
По попису из 2010. године број становника је 35, што је 23 (-39,7%) становника мање него 2000. године.
| Група             | 2000.     | 2010.    |
| Белци             | 0 (0,0%)  | 0 (0,0%) |
| Афроамериканци    | 0 (0,0%)  | 0 (0,0%) |
| Азијати           | 0 (0,0%)  | 2 (5,7%) |
| Хиспаноамериканци | 9 (15,5%) | 0 (0,0%) |
| Укупно            | 58        | 35       |